# توماس ديفيد موريسون
توماس ديفيد موريسون هو سياسي كندي، ولد في 1796 في مدينة كيبك في كندا، وتوفي في 19 مارس 1856 في تورونتو في كندا. انتخب عمدة تورونتو ‏ (1836 – 1837).